# Reserva Natural da Baía de Suuremõisa
A Reserva Natural da Baía de Suuremõisa é uma reserva natural localizada no Condado de Saare, na Estónia.
A área da reserva natural é de 416 hectares.
A área protegida foi fundada em 1965 com base na Área Ornitológica Proibida da Baía de Suuremõisa (em estoniano:  Suuremõisa lahe ornitoloogiline keeluala). Em 2017 a área protegida foi designada como reserva natural.